# Casa de Orléans

Blazonul lui Louis-Philippe

Orléans este numele folosit de mai multe ramuri ale Casei Regale a Franței, toate coborând pe linie masculină legitimă de la fondatorul dinastiei, Hugo Capet. A devenit o tradiție în Franța "vechiului regim" (ancien régime) ca Ducatul de Orléans să revină celui de-al doilea fiu al regelui.
Ultima ramură care a deținut titlul ducal a coborât din Henri de Bourbon, duce de Vendôme (Henric al IV-lea al Franței), care a devenit rege în 1589, și este cunoscută sub numele de "Casa de Bourbon-Orléans" (Maison de Bourbon-Orléans). Din 1709 până în Revoluția franceză de la 1789, ducii de Orléans au fost în linia de succesiune la tronul Franței după membri ai Casei de Bourbon, descendenți ai regelui Ludovic al XIV-lea.
Ultima Casă de Orléans (sau de Bourbon-Orléans), care există în prezent, este coborâtă din Filip I, duce de Orléans, al doilea fiu al regelui Ludovic al XIII-lea al Franței (1610-1643) și fratele regelui Ludovic al XIV-lea al Franței.

## Duci de Orléans și conți ai Parisului
| Nume și domnie sau titulatură                                                                  | Portret | Naștere/Deces                      | Părinți                                                                            |
| ---------------------------------------------------------------------------------------------- | ------- | ---------------------------------- | ---------------------------------------------------------------------------------- |
| Philippe I, duce de Orléans 1660–1701                                                          |         | 21 septembrie 1640 – 8 iunie 1701  | Ludovic al XIII-lea al Franței Anna a Austriei                                     |
| Philippe al II-lea, duce de Orléans 1701–1723                                                  |         | 2 august 1674 – 2 decembrie 1723   | Filip I, duce de Orléans Elizabeth Charlotte, prințesă palatină                    |
| Louis, duce de Orléans 1723–1752                                                               |         | 4 august 1703 – 4 februarie 1752   | Filip al II-lea, duce de Orléans Françoise-Marie de Bourbon                        |
| Louis Philippe, duce de Orléans 1752–1785                                                      |         | 12 mai 1725 – 18 noiembrie 1785    | Ludovic, duce de Orléans Auguste Marie Johanna, marchiză de Baden-Baden            |
| Louis Philippe al II-lea, duce de Orléans 1785–1793                                            |         | 13 aprilie 1747 – 6 noiembrie 1793 | Ludovic Filip I, duce de Orléans Louise Henriette de Bourbon                       |
| Louis Philippe al III-lea, duce de Orléans, și Louis Philippe I, rege al francezilor 1793–1848 |         | 6 octombrie 1773 – 26 august 1850  | Ludovic Filip al II-lea, duce de Orléans Louise Marie Adélaïde de Bourbon          |
| Ferdinand Filip, duce de Orléans și prinț moștenitor al Franței 1830–1842                      |         | 3 septembrie 1810 – 13 iulie 1842  | Ludovic-Filip al III-lea, duce de Orléans Maria Amalia Teresa a celor Două Sicilii |
| prințul Philippe al IV-lea, conte al Parisului 1842–1869 (nu a folosit titlul)                 |         | 24 august 1838 – 8 septembrie 1894 | Ferdinand Philippe, duce de Orléans Elena de Mecklenburg-Schwerin                  |
| prințul Philippe al V-lea, duce de Orléans 1869–1926                                           |         | 24 august 1869 – 28 martie 1926    | Filip, conte al Parisului Marie Isabelle de Orléans                                |
| prințul Jean, duce de Guise 1926-1940                                                          |         | 4 septembrie 1874 – 25 august 1940 | prințul Robert de Orléans, duce de Chartres Françoise, prințesă de Orléans         |
| Henri, conte al Parisului 1940-1999                                                            |         | 5 iulie 1908 – 19 iunie 1999       | Jean, duce de Guise Isabelle, prințesă de Orléans                                  |
| Henri al II-lea, conte al Parisului 1999-2019                                                  |         | 14 iunie 1933 – 21 ianuarie 2019   | Henri, conte al Parisului Isabelle, prințesă de Orléans-Braganza                   |
| Jean al II-lea, conte al Parisului din 2019 până în prezent                                    |         | din 19 mai 1965 până în prezent    | Henri al II-lea, conte al Parisului Marie-Thérèse, ducesă de Württemberg           |